# كريستينا كالوجيريكو
كريستينا كالوجيريكو (باليونانية: Χριστίνα Καλογερίκου)‏ هي ممثلة يونانية، ولدت في 24 فبراير 1887 في اليونان، وتوفيت في 3 نوفمبر 1968.

## وصلات خارجية
- كريستينا كالوجيريكو على موقع IMDb (الإنجليزية)
- كريستينا كالوجيريكو على موقع قاعدة بيانات الفيلم (الإنجليزية)